# Горни Върпища
Горни Върпища е село в Северна България. То се намира в община Дряново, област Габрово.
Легендата гласи, че Горни и Долни Върпища са основани от двама братя. Между двете села се простира огромна ливада.
- Параклиса в началото на селото
- Параклиса в началото на селото
- Параклиса в началото на селото
- Общ изглед

## Население
Преброяване на населението през 2011 г.
Численост и дял на етническите групи според преброяването на населението през 2011 г.:
|                     | Численост | Дял (в %) |
| Общо                | 6         | 100,00    |
| Българи             | 4         | 66,66     |
| Турци               | 0         | 0,00      |
| Цигани              | 0         | 0,00      |
| Други               | 0         | 0,00      |
| Не се самоопределят | 0         | 0,00      |
| Неотговорили        | 2         | 33,33     |